# USS Pierre (LCS-38)
Pour les articles homonymes, voir USS Pierre.
L'USS Pierre (LCS-38) est un littoral combat ship de classe Independence de l’United States Navy,. Il est le deuxième navire à être nommé en l’honneur de Pierre (Dakota du Sud), le premier étant l’USS Pierre (PC-1141), un chasseur de sous-marins de classe PC-461 de la Seconde Guerre mondiale.

## Conception
En 2002, l’US Navy a lancé un programme visant à développer le premier d’une flotte de littoral combat ships. La Navy a d’abord commandé deux navires à coque trimaran à General Dynamics, qui sont devenus connus sous le nom de navires de combat côtiers de classe Independence, d’après le premier navire de la classe, l’USS Independence. Les navires de combat côtiers aux numéros pairs de l’US Navy sont construits à l’aide de la conception de trimaran de classe Independence, tandis que les navires aux numéros impairs sont basés sur une conception concurrente, le navire de combat côtier monocoque conventionnel de classe Freedom. La commande initiale de navires de combat côtiers concernait un total de quatre navires, dont deux de la classe Independence. Le 29 décembre 2010, la Navy a annoncé qu’elle attribuait à Austal USA un contrat pour la construction de dix navires de combat côtiers supplémentaires de classe Independence,.

## Carrière
L’USS Pierre est construit à Mobile (Alabama) par Austal USA. Sa quille a été posée le 16 juin 2023. Il sera le dernier navire de la classe Independence. Il devrait être livré à la Marine en 2025.